# 王龍文

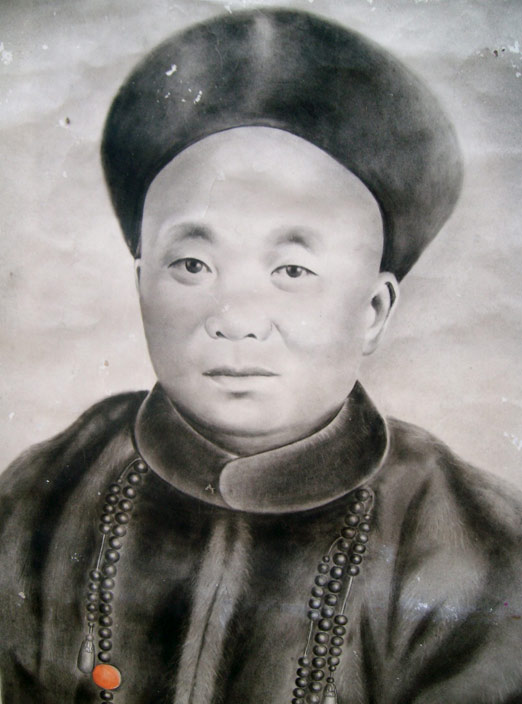
王龙文

王龙文（1864年—1923年），字泽寰，号平养居士，湖南省湘乡县新安乡三十四都（今双峰县三塘铺镇）人，晚清政治人物。

## 生平
曾就讀于双峰书院，光緒十三年（1887年）以县试第一名取生员，光緒十九年（1893年）湖南省恩科乡试第五名举人，二十一年（1895年）殿試第一甲第三名（探花），授翰林院编修，三年后任武英殿国史馆协修。义和团起时上疏主战，被慈禧夺职除名，归放故里。晚年在湖南益阳、衡阳等地讲学、修史。
著作有《平养堂疏稿》、《平养文待》等传世。